# Tylophora flanaganii
Tylophora flanaganii är en oleanderväxtart som beskrevs av Rudolf Schlechter. Tylophora flanaganii ingår i släktet Tylophora och familjen oleanderväxter. Inga underarter finns listade i Catalogue of Life.